# Kälvene
Kälvene är kyrkbyn i Kälvene socken i Falköpings kommun i Västergötland, belägen norr om Vartofta och sydost om Falköping vid Riksväg 47.  
I byn ligger Kälvene kyrka.